# Kommilitonen!
Kommilitonen! (¡Sangre joven!, o Activistas estudiantiles, literalmente ¡Conmilitones! o ¡Compañeros!) es una ópera con música de Peter Maxwell Davies y libreto de David Pountney, quien también fue el director en su estreno en marzo de 2011. El estreno, diseñado por Robert Innes Hopkins y dirigido por la directora de ópera de la Academia, Jane Glover, tuvo lugar en el Teatro Sir Jack Lyons Theatre del college el 18 de marzo de 2011.

## Personajes
| Personaje                                                                 | Tesitura      | Reparto del estreno, Royal Academy of Music 18 de marzo de 2011 (Director: Jane Glover) |
| ------------------------------------------------------------------------- | ------------- | --------------------------------------------------------------------------------------- |
| The Oxford Revolution                                                     |               |                                                                                         |
| James Meredith                                                            | barítono      | Marcus Farnsworth                                                                       |
| Voz de Pokayne                                                            | barítono      | Jonathan McGovern                                                                       |
| Die Weisse Rose                                                           |               |                                                                                         |
| Sophie Scholl                                                             | soprano       | Aoife Miskelly                                                                          |
| Hans Scholl, su hermano                                                   | barítono      | Johnny Herford                                                                          |
| Willi Graf                                                                | bajo-barítono | Frederick Long                                                                          |
| Christoph Probst/El evangelista                                           | tenor         | Andrew Dickinson                                                                        |
| Alexander Schmorell/El Gran Inquisidor                                    | bajo          | John-Owen Miley-Read                                                                    |
| Primer Clerk/Guardián de la prisión                                       | mezzosoprano  | Irina Gheorghiu                                                                         |
| Segundo Clerk/Oficial de la Gestapo 1/Janitor                             | barítono      | Jonathan McGovern                                                                       |
| Oficial de la Gestapo 2                                                   | barítono      | Maximilian Führig                                                                       |
| Soar to Heaven                                                            |               |                                                                                         |
| Li Jingji (Madre)                                                         | mezzosoprano  | Irina Gheorghiu                                                                         |
| Wu Tianshi (Padre)                                                        | barítono      | Jonathan McGovern                                                                       |
| Wu (Hijo)                                                                 | soprano       | Katie Bray                                                                              |
| Li (Hija)                                                                 | mezzosoprano  | Belinda Williams                                                                        |
| Dos jóvenes niños                                                         | sopranos      | Hannah Bradbury, Annie Rago                                                             |
| Zhou (Guarda roja)                                                        | soprano       | Ruth Jenkins                                                                            |
| Oficial del Ejército rojo 1                                               | mezzosoprano  | Belinda Williams                                                                        |
| Doctor/Oficial del Ejército rojo 2                                        | mezzosoprano  | Laura Kelly                                                                             |
| Oficial del Ejército rojo 3                                               | mezzosoprano  | Irina Gheorghiu                                                                         |
| Títeres                                                                   | papeles mudos | Blind Summit Theatre                                                                    |
| Coro de estudientes estadounidenses, alemanes y chinos y otros ciudadanos |               |                                                                                         |